# Tetragnatha praedonia
Tetragnatha praedonia este o specie de păianjeni din genul Tetragnatha, familia Tetragnathidae, descrisă de L. Koch, 1878. Conform Catalogue of Life specia Tetragnatha praedonia nu are subspecii cunoscute.

## Galerie

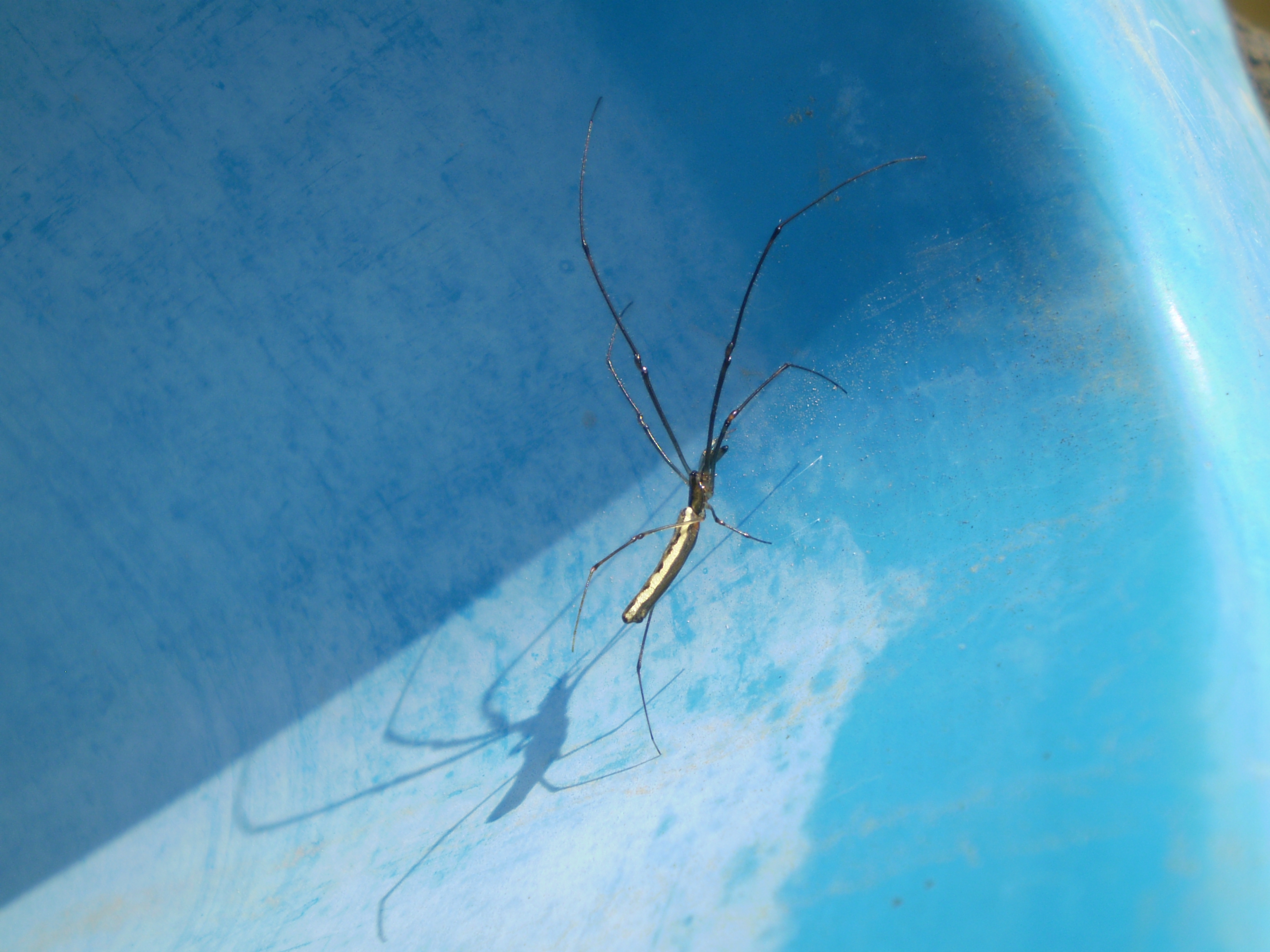